# Premsendorf
Premsendorf is een plaats en voormalige gemeente in de Duitse deelstaat Saksen-Anhalt, en maakt deel uit van de Landkreis Wittenberg.
Premsendorf telt 139 inwoners.